# Ernst Paulus (Leichtathlet)
Ernst Paulus (* 3. Januar 1897 in Marburg; † 12. September 1986 in Berlin-Reinickendorf) war ein deutscher Leichtathlet und Olympiateilnehmer, der in den 1920er Jahren als Diskuswerfer erfolgreich war.
Ernst Paulus vom VfB Gießen war bei den Deutschen Meisterschaften 1922 in Duisburg Zweiter im 110-Meter-Hürdenlauf hinter Heinrich Troßbach und im Diskuswurf hinter Gustav Steinbrenner. 1927 startete Paulus für den FC 09 Wetzlar, als er hinter Hermann Hänchen Zweiter im Diskuswurf wurde. Bei den Deutschen Meisterschaften 1928 in Düsseldorf gewann er den Titel mit einer Weite von 47,35 m. Seit 1928 für den VfL Wetzlar startend wurde er 1930 noch einmal Zweiter hinter Hans Hoffmeister.
Zwischen 1922 und 1930 trat der 2,02 m große Paulus sechsmal im Nationaltrikot an, bei den Olympischen Spielen 1928 in Amsterdam war er Fahnenträger der deutschen Olympiamannschaft. In Amsterdam warf er den Diskus auf 44,15 m und belegte als bester Deutscher den siebten Platz.
Ernst Paulus war in den 1920er Jahren Leiter des Wetzlarer Amtes für Leibesübungen. Nach dem Zweiten Weltkrieg war er Trainer des SC Stahl Riesa, in den 1960er Jahren war er Geschäftsführer des Leichtathletikverbandes Pfalz. Ernsts Bruder Friedrich Paulus war Berufsoffizier und stieg im Zweiten Weltkrieg zum Generalfeldmarschall auf.

## Bestleistungen
- 110-Meter-Hürdenlauf: 15,6 s, 20. August 1922, Duisburg
- Diskuswurf: 47,52 m, 10. Juni 1928, Braunschweig (deutscher Rekord für sechs Wochen, dann von Hans Hoffmeister übertroffen)